# Нут, Пенн
Самдать Пенн Нут (Самдеть Пенн Нут, ошибочно — Самдех Пенн Нут; кхмер. សម្តេច ប៉ែន នុត, paen nut; 1 апреля 1906, Пномпень, Французский протекторат Камбоджа — 18 мая 1985, Шатне-Малабри, Франция) — камбоджийский государственный деятель, семь раз занимавший пост премьер-министра Камбоджи.

## Биография
Родился в семье высокопоставленного чиновника, занимавшего посты провинциального губернатора. Окончил франко-камбоджийскую школу и с 1926 года занимал различные должности в провинциальных органах управления; в 1935 году окончил Камбоджийскую школу администрации, в сентябре 1938 года был для завершения обучения был направлен в Париж, в колониальное управление.
Поднялся по служебной лестнице до должности префекта района, в момент начала Второй мировой войны в 1939 году занимал пост заместителя префекта провинции Кандаль. В 1940 году был назначен министром внутренних дел, а в 1941 году был переведён на должность министра по делам королевского двора по вопросам финансов, культов и изящных искусств. В 1945 году вошёл в правительство Нородома Сианука в качестве заместителя министра финансов, в августе-октябре того же года исполнял обязанности министра.
В 1945—1946 годах — губернатор провинции Кампонгтям, на этом посту отвечал за борьбу с антифранцузскими беспорядками на каучуковых плантациях Чуп и Мимот, в 1946—1948 годах — губернатор Пномпеня.
В 1948—1949 годах впервые занимал должность премьер-министра Камбоджи. Во время пребывания короля во Франции в 1949 году входил в Регентский совет.
В 1950 году некоторое время был частным советником короля, имея звание, прерогативы и режим государственного министра королевского правительства. В 1950—1953 годах — министр обороны Камбоджи. В январе-ноябре 1953 года вновь занимал пост премьер-министра, в рамках своей кампании за независимость Нородом Сианук передал ему командование королевской армией, прежде чем отправиться в изгнание в Таиланд. В марте того же года он присоединился к королю в Париже, чтобы начать переговоры с французским правительством, а в июле он вел переговоры с колониальными властями из Пномпеня, что привело в ноябре к провозглашению независимости Камбоджи.
В 1954—1955 годах и в январе-апреле 1958 года занимал пост премьер-министра и министра иностранных дел. В апреле 1955 года был заместителем главы делегации Камбоджи на Бандунгской конференции, В 1957 году возглавлял делегацию Камбоджи на сессии Генеральной Ассамблеи ООН. В 1955—1958 годах также являлся председателем Верховного королевского совета Камбоджи.
В 1958—1961 годах — посол во Франции, в январе-ноябре 1961 года — премьер-министр Камбоджи.
В 1968—1969 годах вновь возглавлял правительство страны. После свержения Сианука генералом Лон Нолом в 1970 году возглавил правительство в изгнании, которое действовало из Пекина.
После того, как «красные кхмеры» взяли Пномпень 17 апреля 1975 года, он вновь был назначен премьер-министром, но в этом качестве был лишь декоративной фигурой и не имел реальной власти. В 1976 году премьер-министром правительства Демократической Кампучии был назначен Пол Пот. Как и Нородом Сианук, он был помещен под домашний арест, из-под которого был освобождён в январе 1979 года; после вторжения вьетнамской армии он вернулся в КНР. Затем перебрался во Францию, где 6 марта 1981 года получил статус беженца и через несколько лет скончался.